# Yscir
Yscir är en community i Storbritannien.   Den ligger i kommunen Powys och riksdelen Wales, i den södra delen av landet, 230 km väster om huvudstaden London.
De största byarna är Cradoc, Aberyscir och Battle. Det finns även en lämning av en romersk befästning, Y Gaer.